# Aspasia epidendroides
Aspasia epidendroides är en orkidéart som beskrevs av John Lindley. Aspasia epidendroides ingår i släktet Aspasia och familjen orkidéer. Inga underarter finns listade i Catalogue of Life.

## Bildgalleri

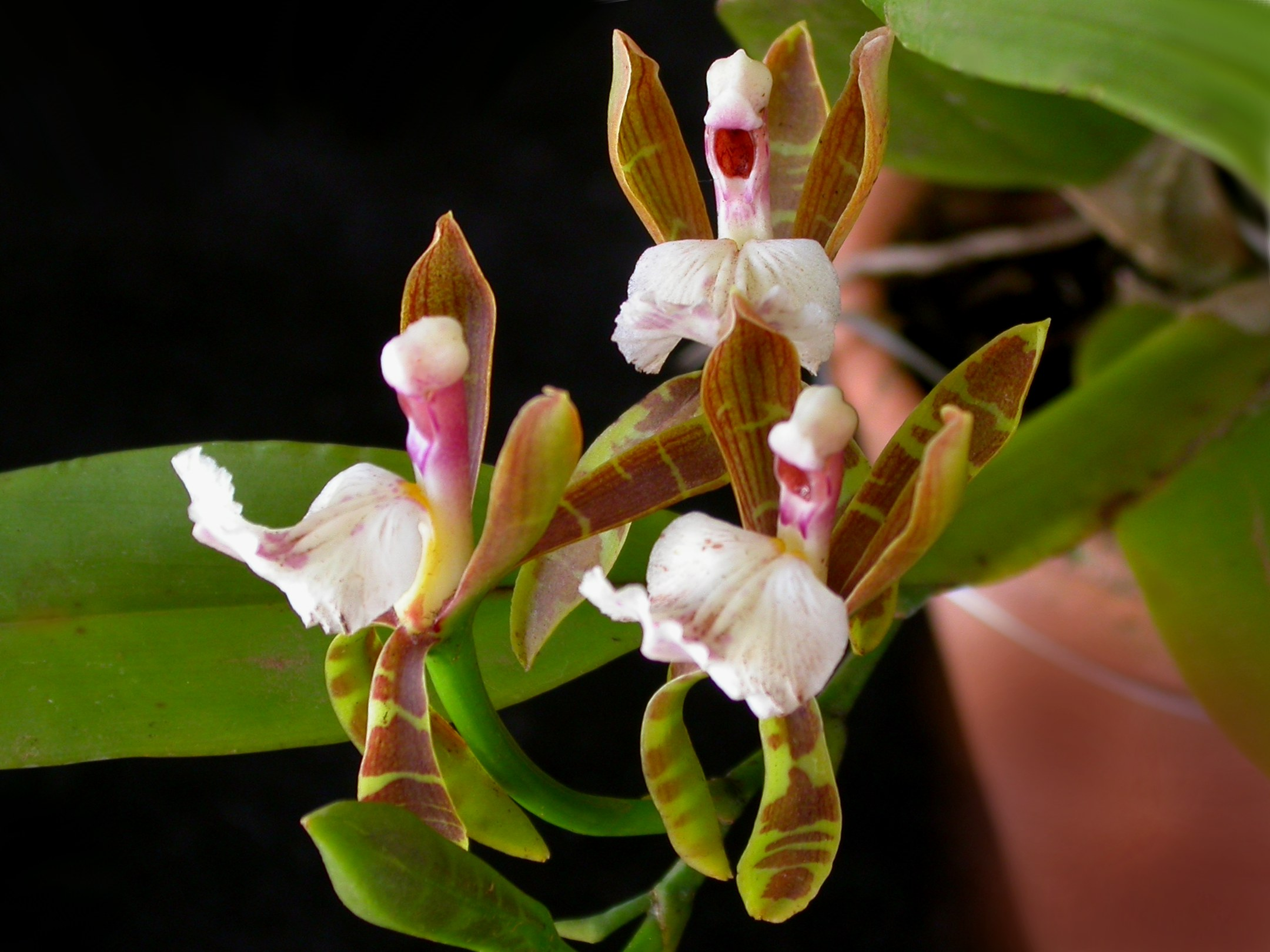